# Shem Tov ben Yosef Falaquera
Shem Tov ben Yosef Falaquera, o Palquera (in ebraico: שם טוב בן יוסף אבן פלקירה; 1225 – 1290 circa), è stato un filosofo e poeta spagnolo sefardita.
Conobbe anche la filosofia greca e araba. Fu influenzato dal rabbino Hillel da Verona.

## Opere
- Iggeret Hanhagat ha-Guf we ha-Nefesh, opera in versi sul corpo e sull'anima.
- Ẓeri ha-Yagon, sulla rassegnazione e la forza d'animo contro le avversità. Cremona, 1550.
- Iggeret ha-Wikkuaḥ, dialogo tra un Ebreo ortodosso ed un filosofo sull'accordo tra filosofia e religione, per dimostrare che non solo la Bibbia ma anche il Talmud sono in perfetto accordo con la filosofia. Praga, 1810. Ne esiste anche una traduzione latina.
- Reshit Ḥokmah, sui doveri morali. le scienze e la necessità di studiare filosofia. Ne esiste anche una traduzione latina. (Bibliothèque Nationale, Paris, MS. Latin, No. 6691A).
- Sefer ha-Ma'alot, sui differenti gradi della perfezione umana. Ed. L. Venetianer, 1891.
- Ha-Mebaḳḳesh, dialogo in prosa rimata, inframmezzata da versi, sulla conoscenza umana. Riprende Reshit Ḥokmah. Amsterdam, 1779.
- Sefer ha-Nefesh, trattato di psicologia ispirato all'opera Tagmulé ha-Nefesh di Hillel da Verona, Brody, 1835.
- Moreh ha-Moreh, commento sulla parte filosofica di Moreh Nebukim (Guida dei Perplessi) di Mosè Maimonide, Presburg, 1837.
- Lettera in difesa di Moreh Nebukim, che fu attaccata da diversi rabbini francesi; pubblicata da Minḥat Ḳena'ot, Presburg, 1838.
- Estratti da Ibn Gabirol, Meḳor Ḥayyim, pubblicati da Solomon Munk nel suo Mélanges de Philosophie Juive et Arabe. Parigi, 1859.
- De'ot ha-Filusufim, contiene la Fisica e la Metafisica di Aristotele secondo l'interpretazione di Ibn Roshd (Steinschneider, Cat. Hebr. MSS. Leyden, No. 20).
- Iggeret ha-Musar, raccolta di massime etiche (comp. Orient, Lit. 1879, p. 79).
- Megillat ha-Zikkaron, un'opera di argomento storico, non più esistente, citata nel Mebaḳḳesh.
- Iggeret ha-Ḥalom, una trattazione sul sogno, citato in Moreh ha-Moreh, iii, ch. 19, p. 131.